# HLM und BAfEP Wiener Neustadt

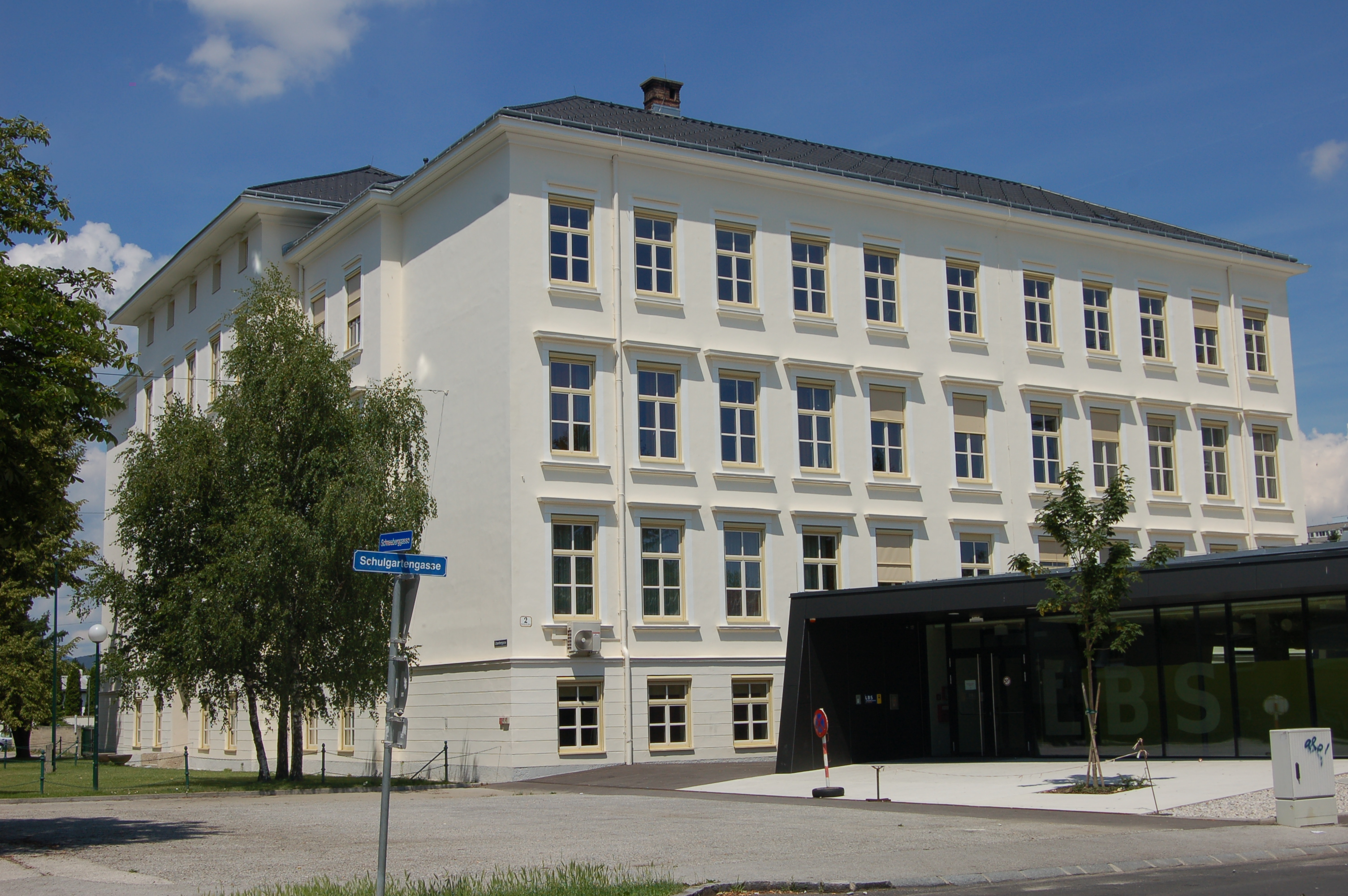
HLM Wiener Neustadt und BAfEP Wiener Neustadt

Die HLM und BAfEP Wiener Neustadt ist eine Höhere Lehranstalt für Mode und Bekleidungstechnik (HLM) und eine Bildungsanstalt für Elementarpädagogik (BAfEP) in der Schneeberggasse 26 in der Stadtgemeinde Wiener Neustadt in Niederösterreich. Das Gebäude der ehemaligen Landestaubstummenanstalt und ehemaligen Landesberufsschule steht unter Denkmalschutz.

## Geschichte
Nachdem die bereits bestehende damals nieder-österreichische Taubstummenanstalt in Wien-Döbling nicht ausbaufähig war, beschloss der Gemeinderat von Wiener Neustadt am 2. Juli 1901, für den Bau einer weiteren Anstalt im sogenannten Seminargarten in der Schneeberggasse ein Grundstück zur Verfügung zu stellen. Der niederösterreichische Landtag – Wien gehörte noch zu Niederösterreich – beschloss am 8. Juli 1902 den Neubau einer Taubstummenanstalt für 100 Zöglinge in Wiener Neustadt. Bürokratische Hindernisse verzögerten die Errichtung gering, die Schule wurde erst zum 24. Oktober 1903 eröffnet. Ab 1914 bedingt durch den Krieg diente die Schule als Reservespital bis 1915 das Kriegsspital diese Funktion übernahm, ab 1915 diente das Gebäude als Fliegeroffiziersschule. Nach dem Krieg wurde die Taubstummenanstalt wieder für Taubstumme eingerichtet. Der niederösterreichische Landtag beschloss am 12. Oktober 1932 die Schließung der Taubstummenanstalt und deren Übersiedlung nach St. Pölten. 1933 wurde im Gebäude eine Landesberufsschule eingerichtet.
Mit dem Schuljahr 2016/2017 wurde die Landesberufschule Wiener Neustadt aufgelassen, wobei die Berufsschüler in Zukunft auf die Landesberufsschule Theresienfeld und die Landesberufsschule Waldegg zugewiesen werden. Nach einer Einigung von Landeshauptfrau Johanna Mikl-Leitner mit Bürgermeister Klaus Schneeberger übersiedelte im Juli 2017 die HLM und BAfEP aus der ehemaligen Kammann-Kaserne in der Bräunlichgasse in die ehemalige Landesberufschule.